# Kelshall
Kelshall est une paroisse civile et un village du Hertfordshire, en Angleterre.